# متحف التعذيب (إسبانيا)
متحف التعذيب (بالإسبانية: Museo de la Tortura)‏ هو متحف خاص يقع في سانتايلانا ديل مار بكانتابريا في إسبانيا، يحتوي على أكثر من خمسين أداة أصلية للتعذيب وعقوبة الإعدام من أوروبا من القرن الخامس عشر إلى القرن التاسع عشر. يعتبر نوعا واسع الانتشار من المتاحف التاريخية في إسبانيا بسبب الوجود الطويل الأمد لمحاكم التفتيش.
يعتبر من أندر المتاحف في إسبانيا، وهو أيضًا أحد المواقع السياحية في بلدية كانتابريا.

## المعروضات
تم التبرع بالأشياء المعروضة في المتحف من قبل مجموعة خاصة وهي تنتمي إلى مراحل مختلفة من التاريخ، من العصور الوسطى إلى العصر الصناعي.

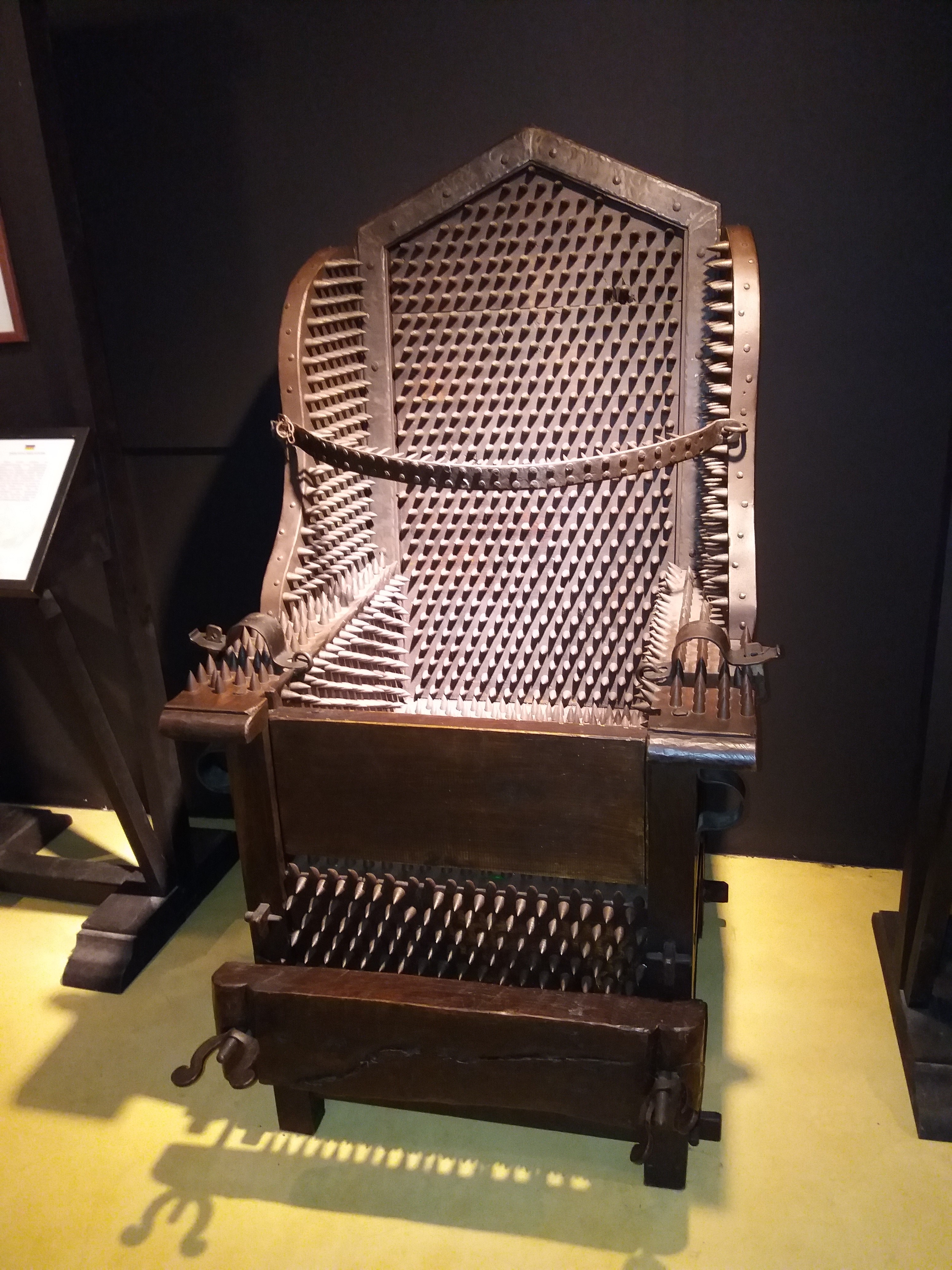
كرسي استجواب معروض في المتحف.

يتكون المبنى من عدة طوابق وينقسم إلى عدة أقسام:
- قسم العقوبة المثالية والإذلال العلني.
- قسم العقاب البدني وتعذيب السجناء.
- قسم أدوات التنفيذ.
- قسم الأجهزة التي تم إنشاؤها لتعذيب النساء على وجه التحديد.

يتم عرض كل قطعة مع الرسوم التوضيحية التاريخية والأسطورة المقابلة لها، والتي تلخص كيفية استخدامها في تلك الأوقات، ونوع الجريمة التي تم تطبيق هذه العقوبة عليها، وفي أي وقت ومكان تم استخدامها.
في المجموع، يجمع المتحف بين أكثر من مائة أداة تعذيب بين القطع الأصلية وعمليات إعادة البناء الحالية.

## المعلومات الكاملة للمراجع
- Hayet BELHMAIED, La tortura y las instituciones estatales: la Inquisición, 2018, Clio & Crimen, n. º 15.
- Cantabria (escapadas). ISBN:9788403512238. {{استشهاد بكتاب}}: الوسيط غير المعروف |apellidos= تم تجاهله يقترح استخدام |last= (مساعدة)، الوسيط غير المعروف |año= تم تجاهله يقترح استخدام |date= (مساعدة)، الوسيط غير المعروف |editorial= تم تجاهله يقترح استخدام |publisher= (مساعدة)، والوسيط غير المعروف |nombre= تم تجاهله يقترح استخدام |first= (مساعدة)
- Turismo cultural y gestión de museos. ISBN:9788490313077. {{استشهاد بكتاب}}: الوسيط غير المعروف |apellidos= تم تجاهله يقترح استخدام |last= (مساعدة)، الوسيط غير المعروف |año= تم تجاهله يقترح استخدام |date= (مساعدة)، الوسيط غير المعروف |editorial= تم تجاهله يقترح استخدام |publisher= (مساعدة)، والوسيط غير المعروف |nombre= تم تجاهله يقترح استخدام |first= (مساعدة)

## روابط خارجية
- الموقع الرسمي